# 千台春
千台春是遼寧抚顺出产的一种浓香型白酒，源于1619年满族镶黄旗牛录额真李巴库在新宾赫图阿拉城北门外创立的“李记烧锅”，曾多次易名。1704年，李巴库五世孙李远，将酒坊迁至抚顺附近，因康熙东巡祭祖，御征酒200坛，而更名“李记龙泉海烧锅”。1924年3月，李远的十世孙李晋卿为便购粮再次迁厂至现址。酒厂主要产品为1954年推出的抚顺大曲，而酱香型白酒千台春则于1974年推出，釀造工藝於2015年入选辽宁省级非物质文化遗产。